# 노화동초등학교
노화동초등학교는 대한민국 전라남도 완도군 노화면 노화로 288(구석리)에 있었던 초등학교이다.

## 연혁
- 1951년 12월 31일 노화동국민학교 설립 인가
- 1952년 10월 2일 노화동국민학교 개교
- 1967년 4월 1일 도서벽지학교 '을'급 지정
- 1980년 3월 1일 병설유치원 개원
- 1986년 1월 1일 도서벽지학교 '다'급 조정
- 1996년 3월 1일 노화동초등학교 개편
- 2001년 2월 16일 제47회 졸업식 8명 졸업(누계: 4,896명)
- 2009년 2월 20일 제55회 졸업식(누계: ?,???명)
- 2009년 3월 1일 폐교 및 노화초등학교 통폐합